# Selección de fútbol sub-21 de Panamá
La Selección de fútbol Sub-21 de Panamá, es el equipo representativo del país en las competencias oficiales de balompié de su categoría. Su organización está a cargo de la Federación Panameña de Fútbol, la cual es miembro de la CONCACAF.
Ha participado a nivel continental representado a Panamá con éxito en los Juegos Centroamericanos y del Caribe donde su mayor logro ha sido llegar a  cuartos de final en 2006, también representa al país en los Juegos Deportivos Centroamericanos. Participará en el prestigioso Torneo Esperanzas de Toulon en su edición 2022.

## Historia
La primera aparición de la Selección Sub-21 documentada se remonta a los Juegos Deportivos Centroamericanos de 1973 donde el equipo  enfrentaría a selecciones de Costa Rica, la anfitriona Guatemala, El Salvador y Nicaragua, en este certamen se lograrían sendos triunfos con costarricenses, guatemaltecos y nicaragüenses. Ha su vez un empate con los salvadoreños.
En 1998 con ocasión de los Juegos Centroamericanos y del Caribe de Maracaibo se reglamenta por primera vez el torneo de futbol para la categoría Sub-21 Panamá finalizaría última del grupo C donde empató con Cuba, posteriormente caería contra México y El Salvador.
En los VII Juegos Deportivos Centroamericanos de Guatemala 2001 logró llegar hasta el grupo final. Finalizando primero del grupo A al vencer a los costarricenses y salvadoreños, 2-0 y 1-0 respectivamente. En el grupo final caería derrotado por Hondureños, los locales guatemaltecos y los costarricenses 2-1, 1-0 y 2-1 respectivamente.
Para los XX Juegos Centroamericanos y del Caribe de 2006 logró clasificar luego de vencer en la clasificatoria centroamericana a Belice con un global de 5:2. En el torneo quedó ubicado en el Grupo A en donde venció 5-0 Antillas Neerlandesas, posteriormente caería derrotado ante Colombia. En los cuartos de final caería nuevamente 3-1 ante Costa Rica.
En 2010 para los XXI Juegos Centroamericanos y del Caribe logró avanzar en la clasificación centroamericana derrotando a Guatemala, con un global de 3-0. Sin embargo, solo se disputó el torneo en la categoría femenina y el mismo se disputó en el Estadio Metropolitano de Mérida, en la ciudad de Mérida, Venezuela, esto tras la decisión de la Concacaf de retirar su apoyo a la realización de ese evento en Puerto Rico, por la supuesta falta de instalaciones adecuadas. El torneo de balompié masculino fue cancelado.
Resurgió en 2022 para ser el representativo que iniciara el denominado sueño europeo en el Torneo Esperanzas de Toulon.

## Últimos y próximos partidos
| Fecha               | Ciudad | Competición            | Racha | Local           |                            | Resultado       |                      | Visitante |
| ------------------- | ------ | ---------------------- | ----- | --------------- | -------------------------- | --------------- | -------------------- | --------- |
| 29 de mayo de 2022  | Toulon | Torneo Maurice Revello |       | Francia         | Bandera de Francia         | 0 - 0 (2:4 pen. | Bandera de Panamá    | Panamá    |
| 1 de junio de 2022  | Toulon | Torneo Maurice Revello | No    | Panamá          | Bandera de Panamá          | 0 - 1 (0:0)     | Bandera de Argentina | Argentina |
| 4 de junio de 2022  | Toulon | Torneo Maurice Revello | Sí    | Arabia Saudita  | Bandera de Arabia Saudita  | 2 - 4 (2:1)     | Bandera de Panamá    | Panamá    |
| 10 de junio de 2022 | Toulon | Torneo Maurice Revello | Sí    | Panamá          | Bandera de Panamá          | 4 - 1 (1:1)     | Bandera de Comoras   | Comoras   |
| 7 de junio de 2023  | Toulon | Torneo Maurice Revello |       | Costa de Marfil | Bandera de Costa de Marfil | :               | Bandera de Panamá    | Panamá    |
| 10 de junio de 2023 | Toulon | Torneo Maurice Revello |       | Japón           | Bandera de Japón           | :               | Bandera de Panamá    | Panamá    |
| 13 de junio de 2023 | Toulon | Torneo Maurice Revello |       | Panamá          | Bandera de Panamá          | :               | Bandera de Bolivia   | Bolivia   |

## Jugadores

### Última convocatoria
Jugadores convocados para disputar el Torneo Esperanzas de Toulon, que se realizará en  Francia entre el 29 de mayo y el 13 de junio de 2022.

Actualizado el 1 de junio de 2022.
|    | Nombre           | Posición       | Edad    | PJ | Goles | Club Pro.               |
| -- | ---------------- | -------------- | ------- | -- | ----- | ----------------------- |
| 1  | Emerson Dimas    | Portero        | 23 años | 2  | 0     | Herrera FC              |
| 12 | Jorginho Frías   | Portero        | 23 años | 0  | 0     | Sporting San Miguelito  |
| 22 | Saúl Espinosa    | Portero        | 22 años | 0  | 0     | CD Plaza Amador         |
| 2  | José Matos       | Defensa        | 22 años | 2  | 0     | CD Universitario        |
| 3  | Luis Asprilla    | Defensa        | 23 años | 1  | 0     | Tauro FC                |
| 4  | Eduardo Anderson | Defensa        | 24 años | 1  | 0     | Alianza FC              |
| 5  | Kevin Berkeley   | Defensa        | 22 años | 0  | 0     | Coritiba FC             |
| 13 | Reyniel Perdomo  | Defensa        | 23 años | 2  | 0     | Alianza FC              |
| 14 | Jamel González   | Defensa        | 24 años | 1  | 0     | CD Universitario        |
| 21 | Edgardo Fariña   | Defensa        | 23 años | 1  | 0     | CA Independiente        |
| 6  | Abdul Knight     | Centrocampista | 23 años | 2  | 0     | CD Plaza Amador         |
| 9  | Ricardo Phillips | Centrocampista | 23 años | 2  | 0     | 9 de Octubre FC         |
| 10 | Ángel Orelien    | Centrocampista | 23 años | 2  | 0     | CD Plaza Amador         |
| 11 | Víctor Medina    | Centrocampista | 24 años | 2  | 0     | Deportivo Saprissa      |
| 16 | José Córdoba     | Centrocampista | 23 años | 2  | 0     | PFC Levski Sofía        |
| 17 | Martín Morán     | Centrocampista | 23 años | 1  | 0     | SFC Etar Veliko         |
| 19 | Uziel Maltez     | Centrocampista | 23 años | 1  | 0     | CA Independiente        |
| 7  | Azarias Londoño  | Delantero      | 23 años | 2  | 0     | Alianza FC              |
| 8  | Jorge Méndez     | Delantero      | 23 años | 2  | 0     | CD Plaza Amador         |
| 15 | Davis Contreras  | Delantero      | 23 años | 1  | 0     | CA Independiente        |
| 18 | Yoameth Murillo  | Delantero      | 23 años | 1  | 0     | Club Deportivo del Este |
| 20 | Carlos Rodríguez | Delantero      | 23 años | 2  | 0     | Club Deportivo del Este |
| DT | David Dóniga     | Entrenador     |         |    |       |                         |

- Jugador que se encuentra en fase de recuperación por algún tipo de lesión.
- Jugador capitán en el último partido oficial de la Selección Panamá.
- Los jugadores tienen que haber nacido hasta del 31 de diciembre de 2001.

## Lista de entrenadores
| Nac.              | Nombre            | Desde | Hasta |
| ----------------- | ----------------- | ----- | ----- |
| Bandera de España | David Dóniga      | 2022  | 2022  |
| Bandera de Panamá | Jorge Dely Valdés | 2023  |       |

## Estadísticas

### Juegos Centroamericanos y del Caribe
| Año               | Ronda                         | Posición                      | PJ                            | PG                            | PE                            | PP                            | GF                            | GC                            | Dif                           |                               |
| ----------------- | ----------------------------- | ----------------------------- | ----------------------------- | ----------------------------- | ----------------------------- | ----------------------------- | ----------------------------- | ----------------------------- | ----------------------------- | ----------------------------- |
| Maracaibo 1998    | Fase de grupos                | 12°                           | 3                             | 0                             | 1                             | 2                             | 1                             | 5                             | -4                            |                               |
| San Salvador 2002 | Sin participación             | Sin participación             | Sin participación             | Sin participación             | Sin participación             | Sin participación             | Sin participación             | Sin participación             | Sin participación             | Sin participación             |
| Cartagena 2006    | Cuartos de final              | 6°                            | 3                             | 1                             | 0                             | 2                             | 7                             | 5                             | 2                             |                               |
| Mayagüez 2010     | No hubo competición de fútbol | No hubo competición de fútbol | No hubo competición de fútbol | No hubo competición de fútbol | No hubo competición de fútbol | No hubo competición de fútbol | No hubo competición de fútbol | No hubo competición de fútbol | No hubo competición de fútbol | No hubo competición de fútbol |
| Veracruz 2014     | Sin participación             | Sin participación             | Sin participación             | Sin participación             | Sin participación             | Sin participación             | Sin participación             | Sin participación             | Sin participación             | Sin participación             |
| Barranquilla 2018 | Sin participación             | Sin participación             | Sin participación             | Sin participación             | Sin participación             | Sin participación             | Sin participación             | Sin participación             | Sin participación             | Sin participación             |
| Total             | 2/6                           | 6°                            | 6                             | 1                             | 1                             | 4                             | 8                             | 10                            | -2                            |                               |